# Шломо Глікштейн
Шломо Глікштейн (нар. 6 січня 1958) — колишній ізраїльський тенісист.
Найвищу одиночну позицію світового рейтингу — 22 місце досяг 8 листопада 1982, парну — 28 місце — 3 лютого 1986 року.
Здобув 2 одиночні титули.
Найвищим досягненням на турнірах Великого шолома був фінал в парному розряді.

## Фінали турнірів Великого шолома

### Парний розряд (1 поразка)
| Результат | Рік  | Турнір                               | Покриття | Партнер        | Суперники                 | Рахунок                 |
| --------- | ---- | ------------------------------------ | -------- | -------------- | ------------------------- | ----------------------- |
| Поразка   | 1985 | Відкритий чемпіонат Франції з тенісу | Ґрунт    | Ганс Сімонссон | Марк Едмондсон Кім Ворвік | 3–6, 4–6, 7–6(7–5), 3–6 |

## Фінали за кар'єру

### Одиночний розряд:2 перемоги
| Титули за покриттям |
| ------------------- |
| Тверде (1–0)        |
| Ґрунт (1–0)         |
| Трава (0–0)         |
| Килим (0–0)         |

| Результат | W-L | Дата     | Турнір                              | Покриття | Суперник        | Рахунок       |
| --------- | --- | -------- | ----------------------------------- | -------- | --------------- | ------------- |
| Перемога  | 1–0 | Гру 1979 | Australian Hard Court Championships | Тверде   | Роберт Вант Гоф | 7–6, 6–4      |
| Перемога  | 2–0 | Лип 1981 | South Orange Open, США              | Ґрунт    | Дік Стоктон     | 6–3, 5–7, 6–4 |